# Joanna Ampil
Joanna Ampil (Manila, 1º giugno 1975) è un'attrice e cantante filippina, nota soprattutto come interprete di musical.

## Biografia
Nel 1993 ha fatto il suo debutto sulle scene londinesi per interpretare la protagonista Kim nel musical Miss Saigon e i primi anni della sua carriera sarebbero stati legati a questo ruolo. Nel 1995 infatti tornò ad interpretare Kim nella prima australiana di Miss Saigon e ricoprì nuovamente il ruolo ancora a Londra per il decimo anniversario del musical nel 1998 e poi ancora tra il 2001 e il 2003 in una tournée del Regno Unito e dell'Irlanda. Tra il 1996 e il 1998, intanto, aveva interpretato Maria Maddalena in un revival del West End di Jesus Christ Superstar al Lyric Theatre.
Nel 2000 si unì alla compagnia londinese di Les Misérables per interpretare Éponine e tre anni più tardi sarebbe tornata a recitare nello stesso musical nel ruolo di Fantine, avendo così la possibilità di cantare la celebre I Dreamed a Dream. Nel 2004 avrebbe nuovamente interpretato Fantine in una speciale rappresentazione del musical al castello di Windsor davanti ad Elisabetta II, mentre tra il 2007 e il 2008 è tornata a ricoprire la parte nel West End di Londra. Nel 2005 ha interpretato Sheila in un revival londinese di Hair e l'anno successivo ha ricoperto il ruolo di Mimi nella tournée europea del musical premio Pulitzer Rent. Nel 2008 ha cantato il ruolo di Maria in West Side Story in scena nella natia Manila e nello stesso anno ha recitato anche nel ruolo di Christmas Eve in Avenue Q in scena nel West End londinese.
Negli anni successivi la carriera della Ampil ha continuato a svilupparsi tra le Filippine e il Regno Unito. Nel 2011 ha interpretato Maria Rainer in un allestimento filippino di The Sound of Music, a cui è seguito il ruolo di Grizabella nella tournée europea di Cats (2013) e quello della protagonista Nellie in un allestimento di South Pacific in scena a Manila (2015). Sempre nel 2015 ha interpretato Francesca nella prima filippina del musical The Bridges of Madison County, mentre negli anni successivi ha interpretato nuovamente Grizabella nel tour europeo (2016) e mondiale (2017) di Cats. Nel 2018 ha interpretato la protagonista Jenna Hunterson nella prima produzione filippina del musical di Sara Bareilles Waitress, mentre tra il 2019 e il 2021 è stata impegnata nuovamente in Cats, recitando ancora nel ruolo di Grizabella in una tournée asiatica del musical per celebrare il quarantesimo anniversario del suo debutto. Nel 2021 ha recitato nuovamente nel musical South Pacific in scena a Chichester con Julian Ovenden e Gina Beck, questa volta nel ruolo di Bloody Mary.

## Filmografia parziale

### Cinema
- One Day, regia di Lone Scherfig (2011)

## Discografia

### Album
- 2007 – Joanna Ampil
- 2010 – Try Love
- 2014 – Joanna Ampil

### Cast recording
- 1995 – Miss Saigon: Complete Symphonic Recording
- 1996 – Jesus Christ Superstar (London Revival Cast Recording)